# Takashi Sorimachi
Takashi Sorimachi (反町隆史 Sorimachi Takashi), populär manlig japansk skådespelare. Spelar oftast huvudrollen i så kallade jdramor, men har även medverkat i ett par filmer, bland andra 13階段 (Sanjuukaidan, engelsk titel: 13 steps). 
Bland hans populäraste roller märks Eikichi Onizuka (鬼塚英吉) i tv-serien Great Teacher Onizuka, och Hiromi Sakurai i Beach boys där han spelade mot minst like populäre Yutaka Takenouchi och en ung Ryoko Hirosue.